# Leopolddor

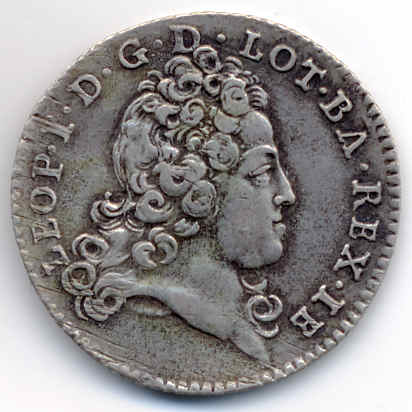
Moneta z roku 1720 - awers

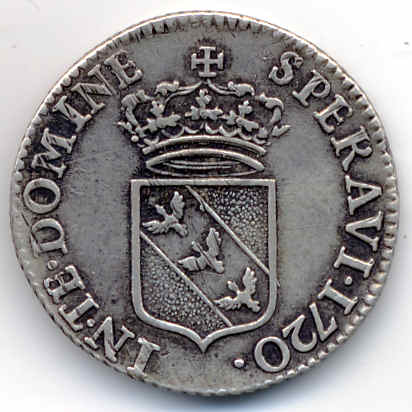
Rewers monety

Leopolddor – złota moneta lotaryńska, odpowiednik luidora, bita przez księcia Leopolda (1697–1729) o wartości równej 1 pistol.